# リボルバーD
リボルバーDは、1993年に大同 (現:ビスティ) が発売した、デジタル式の抽選と役物振り分けを用いた権利物タイプとして登場したパチンコ機のシリーズ名。
リボルバーDⅠとリボルバーDⅡの2機種がある。

## 概要
確率変動機能を搭載した権利物。本機は2回ワンセットタイプである。玉が盤面左右下にあるスタートチャッカーを通過すると、中央にある2桁のデジタルが回転する。初回権利獲得後は次回権利獲得までデジタル確率がアップする仕様である。後継機として発売されたリボルバーDⅡは権利獲得後に盤面左に配置されているラッキーデジタルが回転し、1・3・5・7・9が表示されればアタッカー開放が16回の大当たりとなり、A・C・L・P表示の場合は3回開放の小当たりとなる。2回権利はDⅡも同様で、シリーズ機で共通している。

## スペック
- リボルバーDⅠ
  - 賞球数 7&15
  - 大当たり最高継続 16R
  - 大当たり確率 1/300
  - 確変中大当たり確率 1/30
- リボルバーDⅡ
  - 賞球数 6&13
  - 大当たり最高継続 16R
  - 大当たり確率 1/230
  - 確変中大当たり確率 1/23

## 図柄
- 大当たり図柄
  - 77
  - 7F
- リボルバーDⅡ大当たりラウンド振り分けデジタル図柄
  - 1
  - 3
  - 5
  - 7
  - 9
  - A
  - C
  - L
  - P

## 演出
デジタルに77か7Fが揃うとセンター役物上部に配置されているGATE内の羽根が4秒間もしくは3個入賞まで開放される。このGATE下の3つ穴回転体のVゾーンに入賞すれば権利獲得となる。アタッカー開放用の役物が盤面右側に配置されており、権利獲得後はこの役物に入賞させる必要があるので右打ちで大当たりの消化となる。
左デジタルに7が停止するとリーチとなる。このリーチ演出の変動時間は長めである。右デジタルが一度停止した後に再び動き出す2段階リーチもあり、発生した場合は必ず大当たりとなる演出である。